# Cultura Argentinei

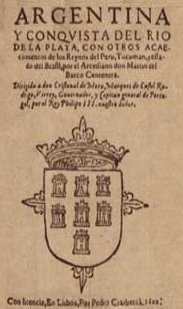
Coperta poeziei Argentina și cucerirea Fluviului de Argint, prima mențiune a numelui țării.

Cultura Republicii Argentina este tot atât de diversă precum geografia sa, fiind compusă din uniunea a mai multor culturi locale și europene, dintre care dominante sunt cele spaniolă și italiană.
Această cultură este un amestec bogat de influențe europene și tradiții locale, reflectând moștenirea spaniolă, italiană și indigenă. Țara este renumită pentru tango, un dans și un gen muzical emblematic, dar și pentru literatura sa, cu autori celebri precum Jorge Luis Borges și Julio Cortázar. Bucătăria argentiniană este dominată de asado⁠(d) (grătarul de carne de vită), iar fotbalul este o pasiune națională, cu echipe de top și legende precum Diego Maradona și Lionel Messi. Argentina are, de asemenea, o scenă artistică și cinematografică dinamică, iar festivalurile sale reflectă diversitatea culturală a țării.